# 글로데니구
글로데니구(루마니아어: Glodeni)는 몰도바 북서부에 위치한 구로 행정 중심지는 글로데니이며 면적은 754km2, 인구는 61,900명(2011년 기준)이다. 서쪽으로는 프루트강을 경계로 루마니아와 국경을 접하며 북쪽으로는 르슈카니 구, 동쪽으로는 벌치, 남쪽으로는 펄레슈티 구와 접한다.